# シグ・ザウエル

SIG Sauer（シグ・ザウアー）は2つの銃器メーカーのブランド名で1つはシグおよびザウアー&ゾーンの合弁企業、もう1つはその米国現地法人(旧「SIGアームズ」)である。
本項目では主に後者(本社：アメリカ合衆国ニューハンプシャー州)について挙げる。

## 米国法人"Sig Sauer"

### 銃器
SIG Sauer社ではザウアー&ゾーン社製品のライセンス・コピーもリリースされているが、この項目では主に米国法人が開発した銃器を記載する。
拳銃
- GSR
- P250
- P320
- M17/M18 - P320の米軍用モデル
- SP2340
- P365
- P556 - SG556のピストル版

短機関銃/PCC（ピストル弾カービン）
- SIG MPX

ライフル
- SG556
- SG522LR - .22LR弾使用のSG556
- SIG M400
- SIG516
- SIG716
- SIG MCX
- XM5
- SIG CROSS - AR-15風の機関部を持つボルトアクションライフル。

機関銃
- XM250
- MG338 - XM250と同じ外観だが.338ノルマ・マグナムを使用する。